# 情熱マリ子
情熱マリ子（じょうねつまりこ、7月16日 - ）は、日本のシンガーソングライター。京都府出身、東京都在住。

## 概要
歌い弾き踊るシンガーソングライター。人生の全てを音楽に賭けた女。全楽曲の作詞作曲を自ら行い、ダンスを踊り、時にはピアノも弾きながら飾らない等身大の言葉で歌う。普段は「すみません。」が口癖な程に控えめなのと対照的に歌やダンスで魅せる。圧巻パフォーマンスとのギャップも、情熱マリ子の魅力の一つ。ライブでは歌って踊り、ミクチャ、ツイキャスなどネット放送では弾き語りの放送を配信。海外での活動も積極的に行っている。

## 経歴

### デビュー前
小学校の頃ピアノとクラシックバレエを6年間続ける。中学校でジャズダンスをはじめ、NSC歌手コースを受講。その後アン・ミュージック・スクールで音楽や歌について学ぶ。アン・ミュージック・スクールを卒業後に地元の京都でバンド活動を開始。数年間のバンド活動を経て単身で東京に移住。

### デビュー後
2014年09月 歌って踊るシンガーソングライターとしての活動を開始。
2015年09月-2017年07月　東京・大阪・京都で8度のワンマンLIVE開催（原宿アストロホール、大阪FANJtwiceなど）
2016年01月 初の全国流通シングルを発売。初のオリコンデイリーランクイン。（人間として人間らしく人生を汚したい）。Japan Expo /Tokyo Crazy Kawaii Bangkokに出演。
2016年05月 2ndシングル発売。タワーレコード渋谷店デイリー1位。タワーレコード全店デイリー5位。（ありのまま／はだか）
2017年06月 ミニアルバム「熱いうちに聞け!」発売
2017年09月 テレビ朝日「ミュージックステーションウルトラFES」ウルトラオーディションファイナリスト（2000組中6位）

## 主な出演

### ワンマンライブ
2015年09月　六本木 Morph-Tokyo
2015年12月　京都VOXhall
2015年12月　赤坂ドリームマシンラボ
2016年03月  渋谷Star lounge
2016年05月  大阪西九条BRAND NEW （情熱ホルモンコラボ第一弾）
2016年07月　原宿アストロホール
2016年09月　大阪心斎橋FANJ twice  （情熱ホルモンコラボ第二弾）
2017年07月　六本木 Morph-Tokyo

## 作品

### シングル
| 枚  | 発売日    | タイトル                           | 形態 | レーベル |
| --- | --------- | ---------------------------------- | ---- | -------- |
| 1st | 2014年9月 | 弱気な太陽                         | CD   | OTO inc. |
| 2nd | 2015年2月 | ハニワシステム                     | CD   | OTO inc. |
| 3rd | 2016年1月 | 人間として人間らしく人生を汚したい | CD   | OTO inc. |
| 4th | 2016年5月 | ありのまま / はだか                | CD   | OTO inc. |

### アルバム
| 枚  | 発売日     | タイトル        | 形態 | レーベル |
| --- | ---------- | --------------- | ---- | -------- |
| 1st | 2015年11月 | 情熱            | CD   | OTO inc. |
| 2nd | 2017年6月  | 熱いうちに聞け! | CD   | OTO inc. |